# أيزو 639

المعيار أيزو 639 (بالإنجليزية: ISO 639)‏ هو معيار صادر عن المنظمة الدولية للمعايير (أيزو) وهو المعيار الذي يعطي اللغات رموزاً دولية. الهدف من هذا المعيار هو وضع رموز متعارف عليها دولياً لترميز اللغات أو أُسر اللغات, يكون طول الرمز إما حرفين أو ثلاث أو أربعة حروف.
تستخدم هذه الرموز على نطاق واسع في العديد من الاختصاصات مثل أغراض الفهرسة في المكتبات العامة وكذلك النظم الحاسوبية وتمثيل إصدارات اللغات على مواقع الإنترنت. ظهرت الحاجة لترميز اللغات بسبب أن اللغة الواحدة يعبر عنها بطرق مختلفة في مجتمعات مختلفة وكذلك قد تتشارك لغتين مختلفتين ذات الاسم، لذى فإن ترميز اللغات يساعد في فك الالتباس هنا. إن قائمة رموز اللغات مفتوحة مما يساعد في توسيعها وتنقيحها، وأوكلت هذه المحمة إلى مؤسسات تسمى سلطات التسجيل [الإنجليزية]

## أجزاء المعيار
يتكون المعيار أيزو 639 من ستة أجزاء مختلفة:
- الجزء الأول (ISO 639-1:2000) يوفر رموزاً مكونة من حرفين وهو مصمم لترميز اللغات الأكثر انتشاراً في العالم.
- الجزء الثاني (ISO 639-2:1998) يوفر عدداً أكبر من الرموز لأن كل رمز في هذا الجزء مكون من ثلاثة أحرف لذى فهو يغطي عدداً من اللغات أكبر من تلك التي يغطيها الجزء الأول.
- الجزء الثالث (ISO 639-3:2007) تتكون الرموز في هذا الجزء من ثلاثة أحرف وتسعى لتقديم قائمة بكافة اللغات بما في ذلك اللغات الحية والميتة والقديمة.
- الجزء الرابع (ISO 639-4:2010) يقدم المبادئ العامة لترميز اللغات ويضع مبادئ توجيهية لاستخدام ISO 639.
- الجزء الخامس (ISO 639-5:2008) يوفر رموزاً مكونة من ثلاثة أحرف لاُسر ومجموعات اللغات الحية منها والميتة.
- الجزء السادس (ISO 639-6:2009) يوفر رموزاً مكونة من أربعة أحرف وهو مفيد عن وجود حاجة لتغطية مجال كامل يحتوي أُسر ومجموعات اللغات واللغات واللهجات في نظام واحد.